# Rey (Star Wars)
|  | Aquest article tracta sobre el personatge de SW. Si cerqueu l'antiga ciutat iraniana, vegeu «Rayy». |

Rey és un personatge fictici de La Guerra de les Galàxies interpretat per l'actriu anglesa Daisy Ridley. La seva primera aparició és en la pel·lícula Star Wars episodi VII: El despertar de la força. Rey és una drapaire del planeta Jakku. Després de conèixer l'androide BB-8 i l'exsoldat del Primer Orde Finn s'uneix a una gran aventura plena de perills per trobar en Luke Skywalker amb l'ajuda d'altres personatges coneguts com a Han Solo, Chewbacca i Leia Organa. Després del transcurs de la pel·lícula es pot apreciar com obté els poders de La Força generant un enigma de quina és la seu veritable identitat i d'on prové.

## Aparicions

### El Despertar de la Força
Rey va ser abandonada per la seva família a Jakku en la seva infància per motius desconeguts. Va créixer esperant el retorn dels seus pares. Per sobreviure es va fer drapaire, emprada per Unkar Plutt.
Un dia va trobar al robot BB-8 i va conèixer a l'antic soldat d'assalt Finn, qui es va fer passar per membre de la Resistència. Junts van escapar de soldats enviats per la Primera Orde a bord del Falcó Mil·lenari. Poc després van conèixer als antics propietaris del vaixell de càrrega, Han Solo i Chewbacca. Només els va portar al planeta Takodana on va descobrir l'Espasa de llum que havia pertangut a Luke Skywalker. El planeta va ser atacat per la Primera Orde i Rei va ser capturada per Kylo Ren. En el seu poder, Rei va exercitar el seu control de la La Força i va aconseguir alliberar-se, alhora que Han Solo, Chewbacca i Finn havien entrat a la fortalesa en què es trobava. Ren va matar Solo i es va enfrontar a Rei i Finn, ferint al segon. Rei va acabar vencent-ho. Van escapar a la base de la Resistència de D'Qar. R2-D2 va completar el mapa de la ubicació de Skywalker. Rei va pilotar el Falcó Mil·lenari a Ahch-To, on el va trobar i li va retornar el sabre de llum.

### Els darrers Jedis
Rey esperava que Luke Skywalker, el mestre Jedi perdut, ajudaria a la Resistència contra el Primer Ordre i l'ajudaria a controlar els seus poders creixents. però Luke s'hi havia exiliat i es va negar a ensenyar a Rey, insistint que era hora que la Ordre Jedi acabés. Rey es va negar tossudament a anar-se'n i, finalment, Luke va acceptar ensenyar-li les seves tres lliçons esperant convèncer-la que havia pres la decisió correcta.
Sota la tutela de Luke, Rey va aprendre a sentir la Força al seu voltant i entendre la seva connexió. Però a mesura que creixien els seus poders, la seva connexió amb Kylo també es va reforçar, i Rey es va convencer que els seus destins estaven en certa manera entrellaçats.
Quan Luke es va negar a deixar Ahch-To, Rey va buscar a Kylo, esperant que tornés del costat fosc. Van unir forces per derrotar el líder suprem Snoke, però Kylo va intentar convèncer Rey per unir-se a ell per crear un nou ordre galàctic. Decebuda, Rey va girar-li a l'esquena a Kylo, i va usar els seus poders de la Força per salvar la Resistència d'ell a Crait.
L'Ascens de Skywalker
Al final de tot, la Rey torna a Tatoinne per enterrar les espases làser d'en Luke i d'en Ben. Després de fer-ho es troba una senyora nativa del planeta que al haver-hi poques visites li pregunta com és diu i al dir-li només el non li pregunta el cognom. Diu: "Rey Skywalker". Agafa el cognom dels grans mestres Skywalker.

### Altres aparicions

#### Before the Awakening(Novel·la)
Quan estava a Jakku Rei va fer la seva llar d'un caminant cuirassat imperial enderrocat durant la Batalla de Jakku. En el seu interior tenia una pantalla d'ordinador que feia servir per aprendre llenguatges, estudiar esquemes de naus estel·lars de l'Imperi i de la Nova República i gestionar simuladors de vol.
Un dia va trobar una nau espacial i va decidir reparar-esperant que Unkar li donés milers de racions per ella. Els també drapaires Devi i Strunk la van descobrir i li van oferir la seva ajuda, que va acceptar tot i témer la seva traïció. Tots dos es van guanyar la seva confiança al detenir un grup de Teedos que van intentar robar-la. Junts van completar la reparació de la nau, però al portar-a Unkar, Devi i Strunk se la van emportar. Rei es va adonar que es negava a acceptar que ells volien abandonar el planeta, el que ella no podia fer.